# Route 1 (Nouvelle-Écosse)
Pour les articles homonymes, voir Route 1.
La route 1 est une route principale de la Nouvelle-Écosse située dans le sud-ouest de la province, sur la rive nord de la péninsule de Yarmouth. Elle suit principalement la côte de la baie de Fundy, et traverse de nombreux villages le long de la côte. Elle parcourt 327 km (203 mi) et est pavée sur toute sa longueur. La route 1 suit de près le tracé de la route 101, qui fut construite postérieurement à la route 1. Elle agit donc comme route alternative en cas de fermeture.

## Description du tracé

### Bedford à Kentville
La route 1 débute au nord-ouest d'Halifax et à l'ouest de Dartmouth, dans la municipalité de Bedford, à la jonction des routes 2 et 7. Elle se dirige d'abord vers le nord-ouest en croisant la route 102 et la route 101 à Lower Sackville, puis elle se dirige vers le nord-ouest pendant une trentaine de kilomètres. À Ardoise, elle tourne vers l'ouest pour rejoindre la sortie 4 de la route 101 et pour rejoindre Three Mile Plains. Elle bifurque ensuite vers le nord en formant un court multiplex avec la route 14, puis elle traverse la ville de Windsor en étant la rue principale. Elle traverse ensuite la rivière Avon, puis traverse Falmouth avant de bifurquer vers le nord pour rejoindre la baie de Fundy en passant sous la route 101.
Elle suit ensuite la rive ouest de la rivière Avon, puis elle passe à travers Hantsport. Pour ses vingt prochains kilomètres, elle suit de très près la route 101, en traversant notamment Avonport, Hortonville (en) et Wolfville. Elle forme également un multiplex avec la route 101 entre les sorties 9 et 10 de cette dernière.
Elle atteint ensuite Wolfville, New Minas et Kentville, la plus grande ville des environs, en croisant la route 12 dans le centre de la ville.

### Kentville à Digby
La route 1 bifurque vers l'ouest-sud-ouest après avoir traversé Kentville, puis elle croise à nouveau la route 101 à la sortie 14 de cette dernière. La route 1 est ensuite nommée la rue principale alors qu'elle traverse les villes d'Auburn, de Kingston et de South Farmington. Elle passe ensuite par Middleton, où elle croise la route 10. Elle entre ensuite dans la vallée d'Annapolis, alors qu'elle suit la rive nord de la rivière du même nom.
À l'ouest de Middleton, elle croise à nouveau la route 101 à sa sortie 20, puis elle traverse Bridgetown. La route 1 continue ensuite de suivre la rivière Annapolis jusqu'à Granville Ferry, où elle bifurque vers le sud pour traverser la rivière, et atteindre Annapolis Royal.
Après avoir croisé la route 8 dans le centre d'Annapolis Royal, la route 1 suit la rive sud de la rivière, puis du bassin d'Annapolis. Elle traverse Clementsport et Deep Brook avant de rejoindre à nouveau la route 101, à sa sortie 23.
Le multiplex entre les routes prend fin un peu plus loin et la route traverser Smiths Cove. Elle rejoint encore la route 101, avec laquelle elle forme un multiplex pendant 27 km (17 mi) en passant au sud de Digby, puis en traversant Plympton (en).

### Weymouth à Yarmouth
La route 1 reprend ensuite son trajet à Weymouth North, où elle se détache de la route 101 pour rejoindre la ville de Weymouth. Elle traverse ensuite la rivière Sissiboo, puis elle courbe vers l'ouest pour croiser la route 101 une dernière fois, à Saint-Bernard. La route 1 suit ensuite la côte de la baie de Fundy et de l'océan Atlantique pour le reste de son parcours.
Au sud-ouest de Weymouth, la route traverse Pointe-de-l'Église, puis elle prend une orientation nord-sud pour traverser les villages de Saulnierville, de Meteghan River et de Meteghan. La route continue ensuite son trajet vers le sud en suivant la route 101 et en traversant Salmon River et Port Maitland.
À Hebron, elle commence à suivre le havre de Yarmouth, puis entre dans la ville.
Elle croise le terminus ouest de la route 3, puis devient la rue principale de la ville, traversant son centre-ville. Elle se termine officiellement à la jonction avec la rue Forest, vers le traversier reliant Yarmouth à Bar Harbor et à Portland.

## Histoire
La route 1 est la plus vieille route majeure de la province. À l'origine, elle ne reliait que quelques municipalités acadiennes, mais les Britanniques l'ont rapidement prolongée pour relier la ville d'Annapolis Royal à la capitale provinciale, Halifax. Elle fut améliorée en une route pavée au cours du XIXe siècle, puis fut connue sous le nom de Great Western Road (grande route de l'ouest), alors qu'elle traversait les terres à l'ouest d'Halifax. Elle est aussi connue sous le nom d'Evangeline Trail.

## Intersections majeures
| Comté                                                                          | Ville             | km        | Destinations                                                                                | Notes                                                                                         |
| ------------------------------------------------------------------------------ | ----------------- | --------- | ------------------------------------------------------------------------------------------- | --------------------------------------------------------------------------------------------- |
| Halifax                                                                        | Bedford           | 0,00      | Route 2 – Halifax, Waverly                                                                  | La Route 1 est devient la Route 2 sud                                                         |
| Halifax                                                                        | Bedford           | 1,00–2,10 | Route 102 – Aéroport, Halifax, Truro                                                        | Échangeur; Indiqué sortie 1G (sud) et 1H (nord); sortie 4A-B de la Route 102                  |
| Halifax                                                                        | Bedford           | 1,00–2,10 | Bedford Bypass (Route 33) vers Route 7 est – Dartmouth                                      | Échangeur; sortie direction est, entrée direction ouest                                       |
| Halifax                                                                        | Lower Sackville   | 1,00–2,10 | Route 101 ouest – Windsor, Vallée d'Annapolis                                               | Échangeur; sortie direction ouest, entrée direction est; sortie 1K de la Route 101            |
| Halifax                                                                        | Lower Sackville   | 6,10      | Route 354 (Beaver Bank Road) – Middle Sackville                                             |                                                                                               |
| Halifax                                                                        | Middle Sackville  | 9,20      | Margeson Drive vers Route 101                                                               | Carrefour giratoire                                                                           |
| Hants                                                                          | Mount Uniacke     | 18,30     | Vers Route 101 – Windsor, Halifax                                                           |                                                                                               |
| Hants                                                                          | Lakelands         | 30,40     | Route 202 est – Hillsvale, Rawdon, Gore                                                     | Terminus ouest de la Route 202                                                                |
| Hants                                                                          | Newport Corner    | 40,20     | Route 215 est – Brooklyn, Stanley, Walton                                                   | Terminus ouest de la Route 215                                                                |
| Hants                                                                          | Saint-Croix       | 43,20     | Route 101 – Windsor, Yarmouth, Halifax                                                      | Sortie 4 de la Route 101                                                                      |
| Hants                                                                          | Garlands Crossing | 51,90     | Route 14 est vers Route 101 – Rawdon, Milford                                               | Terminus ouest du multiplex avec la Route 14                                                  |
| Hants                                                                          | Windsor           | 53,70     | Route 14 ouest – Martock, Windsor Falls, Chester                                            | Terminus est du multiplex avec la Route 14                                                    |
| Hants                                                                          | Windsor           | 56,70     | Traverse la rivière Avon                                                                    | Traverse la rivière Avon                                                                      |
| Hants                                                                          | Falmouth          | 57,90     | Vers Route 101                                                                              |                                                                                               |
| Hants                                                                          | Hantsport         | 66,60     | Hantsport Connector vers Route 101 – Yarmouth, Halifax                                      |                                                                                               |
| Kings                                                                          | Avonport          | 71,20     | Ben Jackson Connector vers Route 101                                                        |                                                                                               |
| Kings                                                                          | Avonport          | 75,30     | Route 101 est – Hantsport, Halifax                                                          | Terminus ouest du multiplex avec la Route 101; sortie 9 de la Route 101; carrefour giratoire  |
| Kings                                                                          | Grand-Pré         | 78,00     | Route 101 ouest – Kentville, Yarmouth                                                       | Terminus est du multiplex avec la Route 101; sortie 10 de la Route 101                        |
| Kings                                                                          | Greenwich         | 87,40     | Route 358 nord / Ridge Road vers Route 101 – Port Williams, Canning, The Lookoff, Kingsport | Terminus sud de la Route 358                                                                  |
| Kings                                                                          | New Minas         | 91,20     | Granote Drive vers Route 101                                                                | Carrefour giratoire                                                                           |
| Kings                                                                          | New Minas         | 93,30     | New Minas Connector Road vers Route 101                                                     |                                                                                               |
| Kings                                                                          | Kentville         | 95,60     | Route 12 sud – Kentville, North Alton, South Alton, New Ross                                | Terminus nord de la Route 12                                                                  |
| Kings                                                                          | Kentville         | 95,90     | Route 359 nord – Centreville                                                                | Terminus sud de la Route 359                                                                  |
| Kings                                                                          | Coldbrook         | 101,70    | Route 101 – Berwick, Middleton, Yarmouth, New Minas, Wolfville, Halifax                     | Sortie 14 de la Route 101                                                                     |
| Kings                                                                          | Berwick           | 116,00    | Route 360 nord – Harbourville                                                               | Terminus sud de la Route 360                                                                  |
| Kings                                                                          | Aylesford         | 124,40    | Victoria Road vers Route 101                                                                |                                                                                               |
| Kings                                                                          | Auburn            | 127,50    | Route 361 nord – Morden                                                                     | Terminus sud de la Route 361                                                                  |
| Kings                                                                          | Kingston          | 130,10    | Route 201 ouest – Greenwood                                                                 | Terminus sud de la Route 361                                                                  |
| Kings                                                                          | Kingston          | 133,90    | Maple Street vers Route 101 est                                                             |                                                                                               |
| Kings                                                                          | Kingston          | 135,80    | Marshall Road vers Route 101 ouest                                                          |                                                                                               |
| Annapolis                                                                      | Middleton         | 146,00    | Route 362 nord – Margaretsville                                                             | Terminus sud de la Route 361                                                                  |
| Annapolis                                                                      | Middleton         | 146,10    | Route 10 sud – Bridgewater                                                                  | Terminus nord de la Route 10                                                                  |
| Annapolis                                                                      | Middleton         | 147,20    | Brooklyn Road vers Route 101                                                                |                                                                                               |
| Annapolis                                                                      | Lawrencetown      | 159,80    | Elliott Road vers Route 101                                                                 |                                                                                               |
| Annapolis                                                                      | Bridgetown        | 166,10    | Route 101 – Annapolis Royal, Yarmouth, Middleton, Halifax                                   | Sortie 20 de la Route 101                                                                     |
| Annapolis                                                                      | Granville Ferry   | 190,50    | Traverse la rivière Annapolis                                                               | Traverse la rivière Annapolis                                                                 |
| Annapolis                                                                      | Annapolis Royal   | 192,50    | Route 8 sud vers Route 201 – Lequille, Parc national de Kejimkujik                          |                                                                                               |
| Annapolis                                                                      |                   | 212,70    | Route 101 est – Annapolis Royal, Halifax                                                    | Terminus ouest du multiplex avec la Route 101; sortie 23 de la Route 101                      |
| Limite Annapolis–Digby                                                         |                   | 215,00    | Traverse la rivière Bear                                                                    | Traverse la rivière Bear                                                                      |
| Digby                                                                          | Bear River        | 215,60    | Route 101 ouest – Digby, Yarmouth                                                           | Terminus est du multiplex avec la Route 101; sortie 24 de la Route 101                        |
| Digby                                                                          | Joggin Bridge     | 219,80    | Route 101 est – Annapolis Royal, Halifax                                                    | Terminus ouest du multiplex avec la Route 101; sortie 25 de la Route 101                      |
| Digby                                                                          | Joggin Bridge     | 220,20    | Traverse le Bassin d'Annapolis                                                              | Traverse le Bassin d'Annapolis                                                                |
| Digby                                                                          | Digby             | 222,60    | Route 303 vers Route 217 – Digby, Traversier vers Saint-Jean                                | Sortie 26; échangeur                                                                          |
| Digby                                                                          |                   | 246,30    | Route 101 ouest – Yarmouth                                                                  | Terminus est du multiplex avec la Route 101; sortie 27 de la Route 101; intersection à niveau |
| Digby                                                                          | Weymouth          | 251,60    | Traverse la rivière Sissiboo                                                                | Traverse la rivière Sissiboo                                                                  |
| Digby                                                                          | Weymouth          | 252,20    | Route 340 sud – Weaver Settlement, New France                                               | Terminus nord de la Route 340                                                                 |
| Digby                                                                          | Saint-Bernard     | 254,60    | Route 101 – Meteghan, Yarmouth, Digby, Halifax                                              | Sortie 28 de la Route 101                                                                     |
| Digby                                                                          | Little Brook      | 269,40    | Little Brook Road vers Route 101                                                            |                                                                                               |
| Digby                                                                          | Meteghan          | 284,90    | Meteghan Connector vers Route 101 – Saint-Martin, Maxwellton                                |                                                                                               |
| Digby                                                                          | Salmon River      | 299,00    | Salmon River Road vers Route 101                                                            |                                                                                               |
| Yarmouth                                                                       | Port Maitland     | 308,50    | Richmond Road vers Route 101                                                                |                                                                                               |
| Yarmouth                                                                       | Hebron            | 320,60    | Route 340 nord – Deerfield, Carleton                                                        | Terminus sud de la Route 340                                                                  |
| Yarmouth                                                                       | Yarmouth          | 325,40    | Route 304 sud (Vancouver Street) – Cap Forchu                                               | Terminus nord de la Route 304                                                                 |
| Yarmouth                                                                       | Yarmouth          | 325,80    | Route 3 est vers Route 101 / Route 103 – Arcadia, Halifax                                   | Terminus ouest de la Route 3                                                                  |
| Yarmouth                                                                       | Yarmouth          | 327,50    | Traversier de Yarmouth                                                                      |                                                                                               |
| Golfe du Maine                                                                 | Golfe du Maine    |           | Traversier vers Bar Harbor, Maine (fermé l'hiver)                                           | Traversier vers Bar Harbor, Maine (fermé l'hiver)                                             |
| - Terminus de multiplex - Accès incomplet - Accès payant - Transition de route |                   |           |                                                                                             |                                                                                               |